# MUTOWN ENTERTAINMENT
ミュータウン・エンタテインメント（MUTOWN ENTERTAINMENT）は日本の芸能事務所である。静岡県浜松市に設立され事務所名の「ミュータウン」は浜松市を指す言葉である「音楽の街」の英訳（ミュージック・タウン）から命名。

## 概要
プロダクション事務所内にレコーディングスタジオ(約17帖)とコントロールルームの設備を備えている。スタジオでは定期的に所属アーティストによるスタジオライブが開催されている。
所属ミュージシャンのプロモーション以外には作家事務所として、楽曲提供、アレンジなどを手掛けている。ソニーミュージック 日向坂46「もうこんなに好きになれない」」作曲 なかざわけんじ・編曲 田中昇吾など
2023年より新たに、所属タレント以外でのブッキング・キャスティングの事業を開始。

## 沿革
- 2008年
  - 芸能事務所「ミュータウン・エンタテインメント（MUTOWN ENTERTAINMENT）」設立。
  - インディーズレコードレーベル「MUTOWN RECORDS」設立。
  - レコーディングスタジオ「DT-RECORDING STUDIO」開業。
- 2009年 - テレビ・ラジオ番組等の音楽制作、楽曲提供事業を開始
- 2020年 - 作家業務を本格的に始動　レコード会社との提携開始
- 2023年 - 所属以外のキャスティング・ブッキング業務開始

## 所属アーティスト

### 主な所属歌手
- なかざわけんじ（元H2O）
  - 代表曲『想い出がいっぱい』
    - フジテレビ系列アニメみゆき主題歌
- 前田有嬉 （元Whiteberry）
  - 代表曲『夏祭り』
    - 第51回NHK紅白歌合戦出場
- CRaNE（クレイン）
  - 代表曲『おおきなおなか』
    - NHKみんなのうた2016年6-7月の新曲・10-11月再放送・2018年6-7月再々放送
- 伊藤菜々子
  - 代表曲『Take a Chance』
    - 2018年BSテレビ東京『卓球ジャパン!』テーマソング
- 榛葉昌寛
  - オペラ　日本人初マリア・カラス賞受賞

### 主な所属作家
- 田中昇吾
  - 代表提供曲『もうこんなに好きになれない』（日向坂46）編曲
- なかざわけんじ
  - 代表提供曲『もうこんなに好きになれない』（日向坂46）作曲
- sanae
  - 代表提供曲『おおきなおなか』作詞 NHKみんなのうた

### 主な所属アナウンサー
- 伊藤圭介　※ 業務提携
  - 元静岡放送アナウンサー

## 過去の所属アーティスト
- 五十嵐浩晃
  - 代表曲『ペガサスの朝』

## 主なグループ企業
株式会社ドルフィンスルー
- MUTOWN ENTERTAINMENT
- MUTOWN RECORDS
- DT-RECORDING STUDIO
- ERGO JAPAN